# Chlorocypha bambtoni
Chlorocypha bambtoni là một loài chuồn chuồn kim thuộc họ Chlorocyphidae. Đây là loài đặc hữu của Angola. Môi trường sống tự nhiên của chúng là vùng núi ẩm nhiệt đới hoặc cận nhiệt đới và sông ngòi.